# Aix (cràter)
Aix és un cràter sobre la superfície de (951) Gaspra, situat amb el sistema de coordenades planetocèntriques a -3.5 ° de latitud nord i 12.2 ° de longitud est. Fa un diàmetre de 1.1 km. El nom va ser fet oficial per la UAI l'any 2003 i fa referència a Ais de Provença, una ciutat francesa amb balneari.